# Bernhard Steffen (Informatiker)
Bernhard Steffen (* 31. Mai 1958 in Kiel) ist ein deutscher Informatiker und Professor.

## Leben
Steffen promovierte im Jahre 1983 an der Christian-Albrechts Universität Kiel in Mathematik und erhielt 1987 den Ph.D. in Computerwissenschaften. Anschließend war er Postdoktorand in Edinburgh und Aarhus. Nach einer Tätigkeit als außerordentlicher Professor an der RWTH Aachen wurde er 1993 Professor für Programmierungsysteme an der Universität Passau. Seit 1997 hält er den Lehrstuhl für Programmiersysteme an der Technischen Universität Dortmund.
Seine Forschung konzentriert sich auf die verschiedenen Facetten der formalen Methoden, die von Programmanalyse und Überprüfung, um die Synthese Workflow, und testbasierte Modellierung. Zu diesen Themen hat er über 400 Publikationen veröffentlicht. Er ist Gründer und Herausgeber des Journal Software Tools for Technology Transfer (STTT) (STTT) im Springer Verlag.